# 東洋哲学研究所
公益財団法人東洋哲学研究所（とうようてつがくけんきゅうしょ）は、1962年（昭和37年）1月27日に宗教法人創価学会第三代会長（当時）の池田大作（創価学会名誉会長）によって設立された。財団設立は、1965年（昭和40年）12月3日。公益法人認定は、2010年（平成22年）11月18日。

## 概要
東洋哲学研究所の施設は東京都八王子市にある創価大学の敷地内にある。同研究所の設立者は池田大作（創価学会名誉会長）である。
東洋哲学研究所の公式サイトによると「設立趣旨」は以下の通り。「東洋思想、なかんずく仏教のすぐれた思想・哲学を研究するとともに、各学問分野との学際的研究を推進。その成果をもって、人類が抱える諸課題の克服に貢献する」。代表理事・所長は田中亮平（創価大学名誉教授）。

## 事業
主な活動は公式サイトによると、以下の通り。
- 学術交流（敦煌研究院、ロシア科学アカデミー東洋古文書研究所、マラヤ大学文明間対話センターなどと協定を締結[2]）

- 「法華経――平和と共生のメッセージ」展（2024年時点で、世界17カ国・地域を巡回展示、90万人以上が鑑賞[3]）

- 「法華経写本シリーズ」出版（創価学会と東洋哲学研究所の共同事業。シリーズ全20点を刊行）

- 連続公開講演会（コロナ以降はオンラインで開催し約3000人が視聴）

- 『東洋学術研究』『東洋哲学研究所紀要』等の機関誌

- ホームページ、Instagramの公開

## 「法華経――平和と共生のメッセージ」展
「法華経――平和と共生のメッセージ」展（通称：法華経展）は、東洋哲学研究所が企画・制作する展示会で、2006年からスタートした。この展示会は、研究所が進める法華経研究の成果を広く公開し、その教えの伝播の歴史と経典の内容を分かりやすく紹介するもの。
以下は「法華経――平和と共生のメッセージ」展についての詳細情報。

### 展示内容
- 法華経写本の画像と複製: 8世紀に書かれたペトロフスキー法華経写本や1～2世紀に書かれたガンダーラ語の法句経の複製など、約160点の文物を展示。
- 敦煌莫高窟の再現: 敦煌莫高窟の壁画に描かれた飛天の模写絵を展示。
- 経典書写に使用された道具の複製: 鉄筆や白樺の樹皮の複製品などを展示。

### 言語刊行物
- 展示を解説した『ガイドブック法華経展―平和と共生のメッセージ―』が日本語、英語、韓国語、簡体字・繁体字の中国語の4言語で刊行。

### 展示会の開催地と規模
- 仏教発祥の地であるインド、ネパールをはじめ、アジア、欧州、南米など世界各地で開催。国内では東京、兵庫、福岡、北海道の4都市で行われ、世界17カ国・地域で90万人以上が鑑賞。
- 法華経展の成果を仏教全体に広げた「仏教経典：世界の精神遺産」展もフランスで開催され、パリ、レンヌ、マルセイユの3都市で実施され、累計1万人が来場。この展示会のフランス語版ガイドブックも発刊されている。

## 研究員
- 研究員は主任研究員、研究員、特任研究員のほか、委嘱研究員などが所属。

副所長
- 石神豊
- 菅野博史

主任研究員
- 二宮由美
- 山崎達也
- 山本修一

研究員
- 松岡幹夫

　　ほか
特任研究員
- 小林正博

　　ほか